# متباينة بيدو
في الهندسة الرياضية، تنص متراجحة بيدو التي سميت على اسم دان بيدو على ما يلي: إذا كانت a، b، وc هي أطوال أضلاع مثلث له مساحة f وA، B، وC هي أطوال أضلاع مثلث آخر له مساحة F عندها تتحقق المتراجحة التالية:
{\displaystyle A^{2}(b^{2}+c^{2}-a^{2})+B^{2}(a^{2}+c^{2}-b^{2})+C^{2}(a^{2}+b^{2}-c^{2})\geq 16Ff,\,}
حيث تتحقق حالة التساوي في هذه المتراجحة إذا وفقط إذا كان المثلثان متشابهين.

## وصلات خارجية
- Pedoe's inequality